# Roadracing-VM 1988
Roadracing-VM 1988 var uppdelat i följande klasser: Grand Prix-klasserna där klasserna 500GP, 250GP, 125GP och 80GP ingick kördes över 15 tävlingar. Därutöver delade FIM ut VM-titlar i Superbike, Endurance, Formel TT1 och sidvagnsracing.
| Klass       | Mästare individuellt                                  | Mästare konstruktörer |
| ----------- | ----------------------------------------------------- | --------------------- |
| 500GP       | Eddie Lawson (Honda)                                  | Yamaha                |
| 250GP       | Sito Pons (Honda)                                     | Honda                 |
| 125GP       | Jorge Martinez (Derbi)                                | Derbi                 |
| 80GP        | Jorge Martinez (Derbi)                                | Derbi                 |
| Superbike   | Fred Merkel (Honda)                                   | Honda                 |
| Formel TT 1 | Carl Fogarty (Honda)                                  | -                     |
| Sidvagn     | Steve Webster/Tony Hewitt+Gavin Simmons (LCR-Krauser) | LCR-Krauser           |
| Endurance   | Hervé Moineau, Thierry Crine (Suzuki)                 | -                     |

## 500 GP
Eddie Lawson vann ännu en titel, med Wayne Gardner, 1987 års mästare på andra plats.

### Delsegrare
| Bana           | Vinnare        | Märke  |
| -------------- | -------------- | ------ |
| Suzuka         | Kevin Schwantz | Suzuki |
| Laguna Seca    | Eddie Lawson   | Yamaha |
| Jarama         | Kevin Magee    | Yamaha |
| Jerez          | Eddie Lawson   | Yamaha |
| Imola          | Eddie Lawson   | Yamaha |
| Nürburgring    | Kevin Schwantz | Suzuki |
| Salzburgring   | Eddie Lawson   | Yamaha |
| Assen          | Wayne Gardner  | Honda  |
| Spa            | Wayne Gardner  | Honda  |
| Rijeka         | Wayne Gardner  | Honda  |
| Paul Ricard    | Eddie Lawson   | Yamaha |
| Donington Park | Wayne Rainey   | Yamaha |
| Anderstorp     | Eddie Lawson   | Yamaha |
| Brno           | Wayne Gardner  | Honda  |
| Goiania        | Eddie Lawson   | Yamaha |

### Slutställning
| Plats | Förare             | Team                | Poäng |
| ----- | ------------------ | ------------------- | ----- |
| 1     | Eddie Lawson       | Marlboro Yamaha     | 252   |
| 2     | Wayne Gardner      | Rothmans Honda      | 229   |
| 3     | Wayne Rainey       | Lucky Strike Yamaha | 189   |
| 4     | Christian Sarron   | Gauloises Yamaha    | 149   |
| 5     | Kevin Magee        | Lucky Strike Yamaha | 138   |
| 6     | Niall Mackenzie    | Rothmans Honda      | 125   |
| 7     | Didier de Radiguès | Marlboro Yamaha     | 120   |
| 8     | Kevin Schwantz     | Pepsi Suzuki        | 119   |

## 250GP

### Delsegrare
| Bana           | Vinnare          | Märke  |
| -------------- | ---------------- | ------ |
| Suzuka         | Anton Mang       | Honda  |
| Laguna Seca    | Jim Filice       | Honda  |
| Jarama         | Sito Pons        | Honda  |
| Jerez          | Juan Garriga     | Honda  |
| Imola          | Dominique Sarron | Honda  |
| Nürburgring    | Luca Cadalora    | Yamaha |
| Salzburgring   | Jacques Cornu    | Honda  |
| Assen          | Juan Garriga     | Honda  |
| Spa            | Sito Pons        | Honda  |
| Rijeka         | Sito Pons        | Honda  |
| Paul Ricard    | Jacques Cornu    | Honda  |
| Donington Park | Luca Cadalora    | Yamaha |
| Anderstorp     | Sito Pons        | Honda  |
| Brno           | Juan Garriga     | Honda  |
| Goiania        | Dominique Sarron | Honda  |

### Slutställning
| Plats | Förare           | Märke  | Poäng |
| ----- | ---------------- | ------ | ----- |
| 1     | Sito Pons        | Honda  | 231   |
| 2     | Juan Garriga     | Honda  | 221   |
| 3     | Jacques Cornu    | Honda  | 166   |
| 4     | Dominique Sarron | Honda  | 158   |
| 5     | Reinhold Roth    | Honda  | 158   |
| 6     | Luca Cadalora    | Yamaha | 136   |

## 125GP

### Delsegrare
| Bana           | Vinnare        | Märke |
| -------------- | -------------- | ----- |
| Jarama         | Jorge Martínez | Derbi |
| Imola          | Jorge Martínez | Derbi |
| Nürburgring    | Ezio Gianola   | Honda |
| Salzburgring   | Jorge Martínez | Derbi |
| Assen          | Jorge Martínez | Derbi |
| Spa            | Jorge Martínez | Derbi |
| Rijeka         | Jorge Martínez | Derbi |
| Paul Ricard    | Jorge Martínez | Derbi |
| Donington Park | Ezio Gianola   | Honda |
| Anderstorp     | Jorge Martínez | Derbi |
| Brno           | Jorge Martínez | Derbi |

### Slutställning
| Plats | Förare             | Märke | Poäng |
| ----- | ------------------ | ----- | ----- |
| 1     | Jorge Martínez     | Derbi | 197   |
| 2     | Ezio Gianola       | Honda | 168   |
| 3     | Hans Spaan         | Honda | 110   |
| 4     | Julián Mirallés    | Honda | 104   |
| 5     | Domenico Brigaglia | Honda | 69    |
| 6     | Gastone Grazetti   | Honda | 66    |

## 80GP

### Delsegrare
| Bana        | Vinnare           | Märke   |
| ----------- | ----------------- | ------- |
| Jarama      | Stefan Dörflinger | Krauser |
| Jerez       | Jorge Martínez    | Derbi   |
| Imola       | Jorge Martínez    | Derbi   |
| Nürburgring | Jorge Martínez    | Derbi   |
| Assen       | Jorge Martínez    | Derbi   |
| Rijeka      | Jorge Martínez    | Derbi   |
| Brno        | Jorge Martínez    | Derbi   |

### Slutställning
| Plats | Förare            | Märke   | Poäng |
| ----- | ----------------- | ------- | ----- |
| 1     | Jorge Martínez    | Derbi   | 137   |
| 2     | Àlex Crivillé     | Derbi   | 90    |
| 3     | Stefan Dörflinger | Krauser | 77    |
| 4     | Manuel Herreros   | Derbi   | 69    |
| 5     | Peter Öttl        | Krauser | 65    |
| 6     | Bogdan Nikolov    | Krauser | 56    |